# Branislau Taraschkewitsch

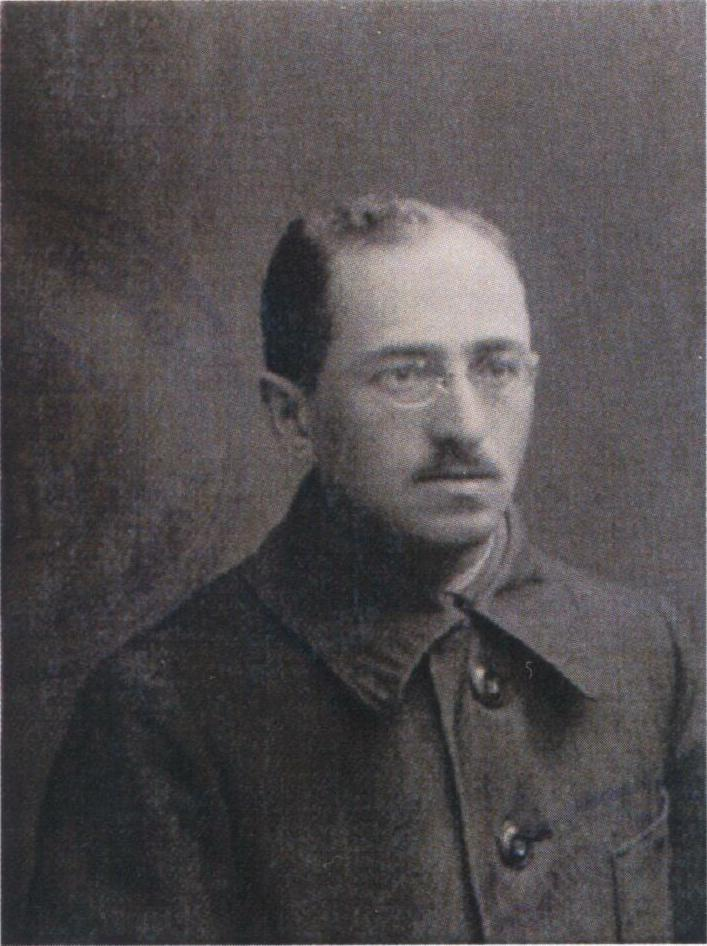
Branislau Adamawitsch Taraschkewitsch

Branislau Adamawitsch Taraschkewitsch (belarussisch Браніслаў Адамавіч Тарашкевіч, russisch Бронислав Адамович Тарашкевич, polnisch Bronisław Adamowicz Taraszkiewicz; * 8. Januarjul. / 20. Januar 1892greg. in Mačiuliškės, Russisches Kaiserreich, heute Litauen; † 29. November 1938 in Minsk) war der Begründer der Taraschkewiza, der klassischen belarussischen Rechtschreibung. 
Taraschkewitsch ging von 1906 bis 1911 in Wilna zur Schule, anschließend studierte er an der Universität Sankt Petersburg. Dort begann er unter Anleitung von Alexei Schachmatow eine belarussische Grammatik zu entwickeln. Nach der Oktoberrevolution beteiligte er sich an der Herausgabe der Zeitschrift Dsjanniza (Lichtbringer).
Im Jahr 1922 wurde er Mitglied im polnischen Sejm, wo er 1922–1924 der Vorsitzende der belarussischen Partei war. 
Er war eng mit der KPSB, der Kommunistischen Partei des westlichen Belarus, verbunden, weswegen er 1927 von den polnischen Behörden verhaftet wurde. Im September 1933 kam er durch einen Gefangenentausch gegen Frantischek Olechnowitsch frei. 1938 fiel er der Großen Säuberung zum Opfer.